# Георги Попов (Кочани)
Вижте пояснителната страница за други личности с името Георги Попов.
Георги Ст. (Иванов) Попов е български революционер, деец на Вътрешната македоно-одринска революционна организация.

## Биография
Георги Попов е роден през 1874 година в град Кочани, тогава в Османската империя. Занимава се с фотография, а от 1896 година е член на ВМОРО. Дълги години е член на Скопския окръжен революционен комитет на организацията.
Председателства манастирската комисия към манастира „Успение на Пресвета Богородица“ край село Матка.
Застрелян е вечерта на 18 август 1907 година в София, на улица „Ломска“ в близост до църквата „Свети Крал“. Вестник „Мир“ го описва като „скопски фотограф на четите, интелигентен, млад българин“, знаещ някои тайни на Организацията. Пред пресата вдовицата му изразява съмнения, че убийството на съпруга и е организирано от Викентий Попатанасов от Кратово, тъй като същия вече е организирал един неуспешен опит за това на 13 ноември 1906 година пред къщата им в Скопие.